# The Leopard Queen
The Leopard Queen est un film muet américain réalisé par Francis Boggs et sorti en 1909.

## Résumé
L'histoire de rescapés du naufrage du navire Zanzibar, qui débarquent sur une île déserte.

## Fiche technique
- Réalisation : Francis Boggs
- Production : William Nicholas Selig
- Date de sortie :  États-Unis : 12 août 1909

## Distribution
- Hobart Bosworth
- Betty Harte
- Tom Santschi